# Apostolisch protonotaris

Wapen van de apostolisch pronotaris

De titel apostolisch protonotaris is – binnen de Rooms-Katholieke Kerk – zowel de hoogste erefunctie die door de paus werd verleend aan een zeer verdienstelijke priester, als een daadwerkelijke functie, die door prelaten van de Romeinse Curie wordt uitgeoefend.
De eretitel wordt op instructie van paus Franciscus sinds eind 2013 niet meer aan diocesane priesters toegekend; enkel pauselijke diplomaten en functionarissen van de Romeinse Curie komen nog in aanmerking. De titel apostolisch protonotaris werd voorheen alleen verleend aan wereldheren (priesters die geen lid zijn van een orde of congregatie).
Voorbeelden van priesters die de titel apostolisch protonotaris ontvingen:
- Carlo Confalonieri
- Bernard Joseph McLaughlin
- Gaetano Bedini
- Ferry van Clugny
- Ugo Poletti
- Domenico Ponziani
- Henri Poels

## Ontstaan
De titel stamt nog uit de begintijd van de Kerk, toen de zogenaamde notarii apostolici uitgroeiden tot de hoogste notarissen van de pauselijke kanselarij. Zij waren traditiegetrouw belast met het vastleggen van oorkonden, dogma's, heiligverklaringen en de verslaglegging van consistories en conclaven. Aan het einde van de middeleeuwen waren de protonotarissen een machtsfactor van belang, maar daarna nam hun invloed steeds verder af. Paus Gregorius XVI stelde in 1838 het aantal protonotarissen in dienst van de Curie vast op zeven. Deze zeven protonotarissen werden de protonotarii de numero participantium genoemd.
Sinds de zestiende eeuw kwam het gebruik in opgang om de titel van protonotaris als ereteken te verlenen. Vaak betrof het de benoeming van functionarissen die binnen hun lokale bisdommen eenzelfde soort werk verrichtten als de protonotarissen op het centrale niveau. Soms ook werd de titel daadwerkelijk uit louter eerbetoon verleend.

## Motu proprio van 1905
In 1905 vaardigde paus Pius X het motu proprio Inter multiplices uit. Daarin legde hij vast dat er voortaan vier klassen van protonotarissen zouden zijn:
Protonotarii apostolici de numero participantium
Dit zijn de zeven functionarissen die daadwerkelijke taken verrichten binnen de pauselijke kanselarij.
Protonotarii apostolici supranumerarii
De boventallige protonotarissen, een waardigheid die verleend werd aan de kanunniken van de drie Romeinse aartsbasilieken.
Protonotarii apostolici ad instar
Zij worden benoemd door de paus, en hebben dezelfde voorrechten als de gewone protonotarissen.
Protonotarii titulares seu honorarii
Het betreft hier een erefunctie die door de apostolisch nuntius kan worden verleend aan geestelijken buiten Italië.

## Motu proprio van 1968
In 1968 bracht paus Paulus VI – met de motu proprio Pontificalia Insignia – het aantal categorieën terug tot twee, namelijk tot die van de functionerende protonotarissen en die van de erefuncties. Hij schafte het gebruik van beperkte pontificalia (als de mijter, de ring, de handschoenen en het borstkruis) dat tot dan toe aan protonotarissen was toegestaan, af.

## Kleding en wapen
Het is de protonotarissen toegestaan om bij bijzondere gelegenheden andere kledij dan voor een 'gewone' priester gebruikelijk is te dragen. Zijn kledij bestaat uit een zwarte soutane voorzien van een rode zoom en rode knopen, en een paarse sjerp. Als koorkledij mag hij onder de superplie een volledig paarse soutane dragen. Dit alles gelijk aan de ereprelaten.
Omdat een apostolisch protonotaris geen bisschop is, ontbreken de ring en borstkruis. Protonotarissen mogen boven hun wapenschild een paarse prelatenhoed met aan weerszijden telkens 6 hangende rode kwasten voeren.